# 1689 Floris-Jan
1689 Floris-Jan là một tiểu hành tinh vành đai chính với chu kỳ quỹ đạo là 1400.7294299 ngày (3.83 năm).
Nó được phát hiện ngày 16 tháng 9 năm 1930.